# بی‌آب باز

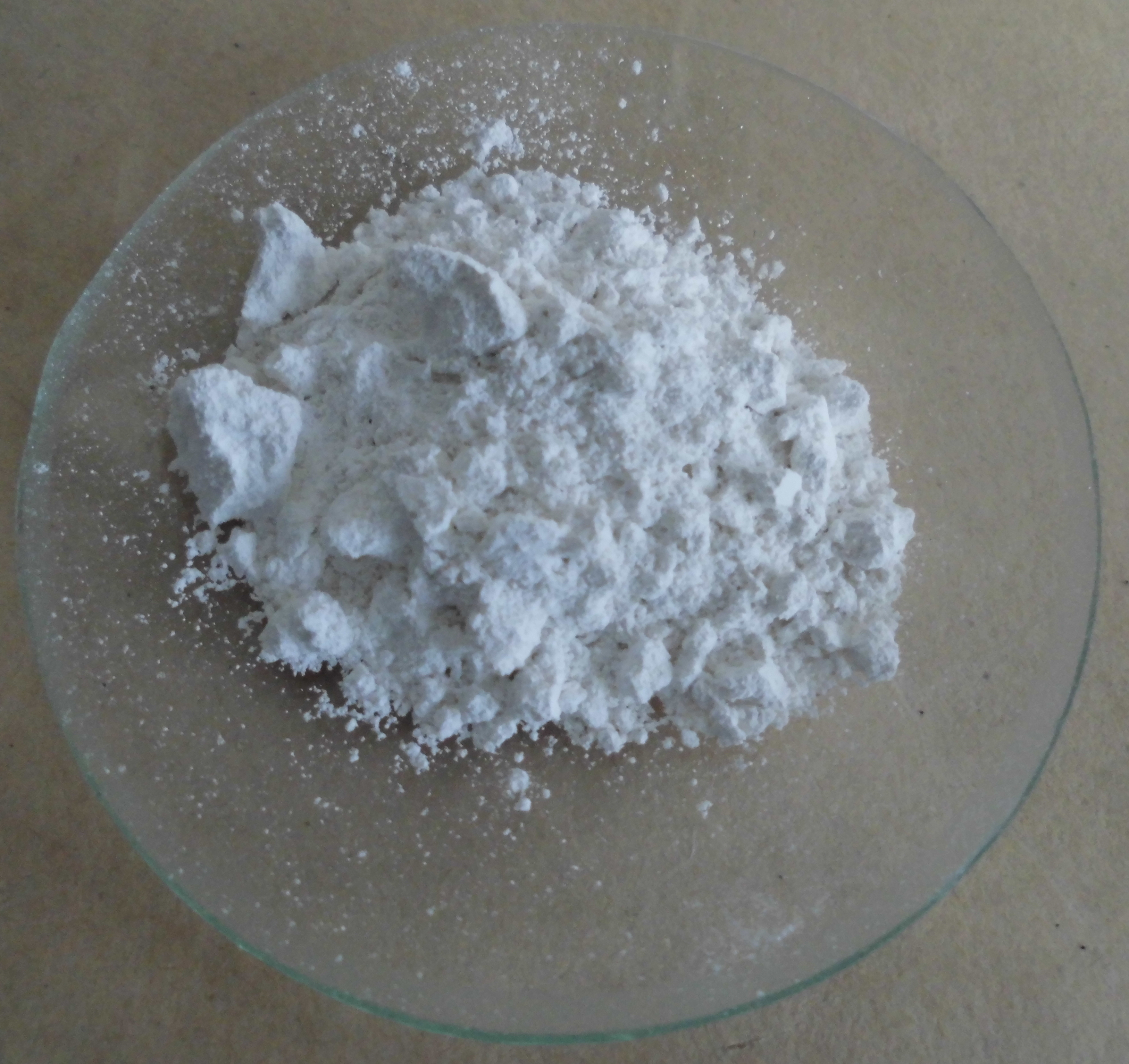
نمایی از پودر اکسید کلسیم؛ یک «بی‌آب باز» مربوط به کلسیم هیدروکسید

بی‌آب باز, اَنیدرید باز یا آن‌های‌دِرای باز (از تلفظ انگلیسی) (به لاتین Base anhydride) در شیمی به ترکیبی که پس از گرفتن آب از اسید به دست می‌آید گفته می‌شود. بی‌آبِ باز یک اکسید از عنصار شیمیایی گروه ۱ یا ۲ (به ترتیب فلزهای قلیایی و فلزهای قلیایی خاکی) است که با حذف آب از هیدروکسید باز مربوطه به دست می‌آیند. اگر به یک بی‌آب باز, آب بیفزاییم نمک هیدروکسید می‌تواند دوباره تشکیل شود.
بی‌آب‌های باز از نظریه اسید-باز برونستد-لوری پیروی نمی‌کنند زیرا آن‌ها پذیرندهٔ پروتون نیستند. با این حال از اسید و باز لوییس پیروی می‌کنند زیرا آن‌ها یک جفت الکترون را با برخی اسید و باز لوییس به‌ویژه اکسید اسیدی به اشتراک می‌گذارند.

## نمونه‌ها
- اکسید کلسیم که با آب واکنش نشان داده و کلسیم هیدروکسید تشکیل می‌دهد.
- اکسید باریم که با آب واکنش نشان داده و باریم هیدروکسید تشکیل می‌دهد.
- سدیم اکسید که با آب واکنش نشان داده و سدیم هیدروکسید تشکیل می‌دهد.
- پتاسیم اکسید که با آب واکنش نشان داده و پتاسیم هیدروکسید تشکیل می‌دهد.
- اکسید استرانسیم که با آب واکنش نشان داده و استرانسیم هیدروکسید تشکیل می‌دهد.
- لیتیم اکسید که با آب واکنش نشان داده و لیتیم هیدروکسید تشکیل می‌دهد.
- سزیم اکسید که با آب واکنش نشان داده و سزیم هیدروکسید تشکیل می‌دهد.
- روبیدیوم اکسید که با آب واکنش نشان داده و روبیدیم هیدروکسید تشکیل می‌دهد.
- اکسید منیزیم که با آب واکنش نشان داده و منیزیم هیدروکسید تشکیل می‌دهد.